# Ministeri d'Afers Exteriors de Letònia
El Ministeri d'Afers Exteriors de Letònia (en letó: Latvijas Republikas Ārlietu ministrija) és responsable del manteniment de les relacions exteriors de la República de Letònia i la gestió de les seves missions diplomàtiques internacionals, la seva seu es troba a la capital del país Riga. L'actual ministre és Edgars Rinkēvičs, antic ministre de Defensa.

## Diplomàcia
El ministeri dirigeix els assumptes de Letònia amb entitats estrangeres, incloses les relacions bilaterals amb nacions individuals i la seva representació en les organitzacions internacionals, com la de les Nacions Unides, la Unió Europea, el Consell d'Europa, l'OTAN, l'Organització per a la Seguretat i la Cooperació a Europa, el Fons Monetari Internacional, l'Organització Mundial del Comerç, i la seva participació en l'espai Schengen. Supervisa els visats, la cooperació amb els exiliats, la política internacional de drets humans, la política de defensa transatlàntica i diverses transaccions globals comercials. El ministeri també contribueix a fer que Letònia formi part del comerç internacional i el desenvolupament econòmic, en col·laboració amb el Ministeri d'Economia de Letònia i l'Agència d'Inversió i Desenvolupament de Letònia.